# Unciaal 0120
Unciaal 0120 (Gregory-Aland), α 1005 (von Soden), is een van de Bijbelse handschriften in de Griekse taal. Het dateert uit de 9e eeuw en is geschreven met uncialen op perkament.

## Beschrijving
Het bevat de tekst van het Handelingen van de Apostelen (16,30-17,17; 17,27-29.31-34; 18,8-26). De gehele codex bestaat uit 6 bladen (27 × 19 cm) en werd geschreven in een kolom per pagina, 21 regels per pagina.
De Codex is een representant van het Byzantijnse tekst-type, Kurt Aland plaatste de codex in Categorie V.
Het is een palimpsest.

## Geschiedenis
Het handschrift bevindt zich in de Vaticaanse Bibliotheek (Gr. 2302), in Sinaï.